# (18542) Broglio
(18542) Broglio ist ein Asteroid des Hauptgürtels, der am 29. Dezember 1996 von den italienischen Astronomen Augusto Testa und Francesco Manca am Osservatorio Astronomico Sormano (IAU-Code 587) in Sormano entdeckt wurde.
Der Asteroid wurde nach dem italienischen Raumfahrtingenieur und Dekan der Fakultät für Luft- und Raumfahrttechnik an der Universität La Sapienza in Rom, Luigi Broglio (1911–2001) benannt, der in den 1960er Jahren in Zusammenarbeit mit der NASA am „San-Marco-Projekt“ arbeitete. Das Projekt hatte den Bau italienischer Satelliten und eines Raketenstartplatzes auf einer Plattform (San-Marco-Plattform) vor der Küste Kenias zum Inhalt.